# The Bard's Tale II: The Destiny Knight
The Bard's Tale II: The Destiny Knight (anche solo The Destiny Knight in molte schermate iniziali) è un videogioco di ruolo fantasy, secondo della serie di The Bard's Tale, pubblicato a partire dal 1986 per i computer Amiga, Apple II, Apple IIGS, Commodore 64 e MS-DOS dalla Electronic Arts. In Giappone fu pubblicato per PC-98 e per la console NES dalla Pony Canyon.
Con lo stesso metodo del precedente The Bard's Tale, consiste nella guida di una squadra di sette personaggi che si avventurano su un vasto territorio.
Esiste una conversione amatoriale non ufficiale per Commodore Plus/4.
Insieme ai due predecessori, The Bard's Tale III è disponibile per varie piattaforme più moderne nella raccolta The Bard's Tale Trilogy del 2018, che contiene sia versioni rimasterizzate, sia emulazioni degli originali.